# Parari
Parari este un oraș în Paraíba (PB), Brazilia.